# NGC 4241
NGC 4241 (również IC 3115, PGC 39483 lub UGC 7333) – galaktyka spiralna z poprzeczką (SBc), znajdująca się w gwiazdozbiorze Panny. Odkrył ją William Herschel 28 grudnia 1785 roku. Należy do Gromady w Pannie.